# Contea di Beverley
La contea di Beverley è una delle 43 local government areas che si trovano nella regione di Wheatbelt, in Australia Occidentale. Si estende su di una superficie di circa 2.372 chilometri quadrati ed ha una popolazione di 1.562 abitanti. Nel capoluogo Beverley vive circa la metà della popolazione totale della contea.